# Raw socket
Raw socket je v informatice označení zvláštního přístupu k soketu, který slouží ke komunikaci v počítačových sítích. Raw socket umožňuje programátorovi v aplikaci přímé odesílání a přijímání síťových paketů s možností obejít standardní síťová zapouzdření TCP/IP stacku implementovaného typicky uvnitř operačního systému. Raw sockety jsou specifické funkce síťového API.

## Obecné
Většina API rozhraních raw sockety podporuje, a to zejména ty založené na Berkeleyských socketech. Raw sockety obvykle přijímají pakety včetně hlaviček na rozdíl od standardních (non-raw) socketů, které hlavičky zahazují (stripují) a zpracovávají pouze datové části datagramů (payload). Raw socket tak umožňuje vyslat jakkoliv formátovaný datagram.

## Použití
Jeden z možných případů pro užití raw socketů je implementace nových protokolů transportní vrstvy v user space. Raw sockety jsou typicky dostupné v síťovém vybavení a jsou použity pro směrovací protokoly jako jsou Internet Group Management Protocol (IGMP), Open Shortest Path First (OSPF) a v ICMP (nejznámější využití je u programu ping a traceroute).

## Podpora socket API
Většina API socketů, zejména ty založené na Berkeley socketech, podporují raw sockety.

## Podpora v systému Windows XP
Když Microsoft v roce 2001 vydal Windows XP, podpora raw socketů byla podporována a realizována pomocí Winsock rozhraní. Média však kritizovala Microsoft, že raw sockety jsou pouze využívány hackery k provádění tzv. resetovacím útokům na TCP spojení. Proto Microsoft o tři roky později (2004) tiše a nerevizibilně odstranil raw sockety a ukončil veškerou podporu pro aplikace, které je používaly.

## Příklad
Packet injection za použití raw socketu:
```
#include
 
<stdio.h>

#include
 
<stdlib.h>

#include
 
<sys/socket.h>

#include
 
<features.h>

#include
 
<linux/if_packet.h>

#include
 
<linux/if_ether.h>

#include
 
<errno.h>

#include
 
<sys/ioctl.h>

#include
 
<net/if.h>

 

#define PACKET_LENGTH	1024

 

int
 
CreateRawSocket
(
int
 
protocol_to_sniff
)

{

	
int
 
rawsock
;

	
if
((
rawsock
 
=
 
socket
(
PF_PACKET
,
 
SOCK_RAW
,
 
htons
(
protocol_to_sniff
)))
==
 
-1
)
 
{

		
perror
(
"Error creating raw socket: "
);

		
exit
(
-1
);

	
}

	
return
 
rawsock
;

}

 

int
 
BindRawSocketToInterface
(
char
 
*
device
,
 
int
 
rawsock
,
 
int
 
protocol
)

{

	
struct
 
sockaddr_ll
 
sll
;

	
struct
 
ifreq
 
ifr
;

	
memset
(
&
sll
,
 
0
,
 
sizeof
(
sll
));

	
memset
(
&
ifr
,
 
0
,
 
sizeof
(
ifr
));

	
/* First Get the Interface Index  */

	
strncpy
((
char
 
*
)
ifr
.
ifr_name
,
 
device
,
 
IFNAMSIZ
);

	
if
((
ioctl
(
rawsock
,
 
SIOCGIFINDEX
,
 
&
ifr
))
 
==
 
-1
)
 
{

		
printf
(
"Error getting Interface index !
\n
"
);

		
exit
(
-1
);

	
}

	
/* Bind our raw socket to this interface */

	
sll
.
sll_family
 
=
 
AF_PACKET
;

	
sll
.
sll_ifindex
 
=
 
ifr
.
ifr_ifindex
;

	
sll
.
sll_protocol
 
=
 
htons
(
protocol
);

	
if
((
bind
(
rawsock
,
 
(
struct
 
sockaddr
 
*
)
&
sll
,
 
sizeof
(
sll
)))
==
 
-1
)
 
{

		
perror
(
"Error binding raw socket to interface
\n
"
);

		
exit
(
-1
);

	
}

	
return
 
1
;

}

 

int
 
SendRawPacket
(
int
 
rawsock
,
 
unsigned
 
char
 
*
pkt
,
 
int
 
pkt_len
)

{

	
int
 
sent
=
 
0
;

 	
/* A simple write on the socket ..thats all it takes ! */

 	
if
((
sent
 
=
 
write
(
rawsock
,
 
pkt
,
 
pkt_len
))
 
!=
 
pkt_len
)
 
{

		
return
 
0
;

	
}

	
return
 
1
;

}

/* argv[1] is the device e.g. eth0

   argv[2] is the number of packets to send */

 

main
(
int
 
argc
,
 
char
 
**
argv
)

{

	
int
 
raw
;

	
unsigned
 
char
 
packet
[
PACKET_LENGTH
];

	
int
 
num_of_pkts
;

	
/* Set the packet to all A's */

	
memset
(
packet
,
 
'A'
,
 
PACKET_LENGTH
);

	
/* Create the raw socket */

	
raw
 
=
 
CreateRawSocket
(
ETH_P_ALL
);

	
/* Bind raw socket to interface */

	
BindRawSocketToInterface
(
argv
[
1
],
 
raw
,
 
ETH_P_ALL
);

	
num_of_pkts
 
=
 
atoi
(
argv
[
2
]);

	
while
((
num_of_pkts
--
)
>
0
)
 
{

 		
if
(
!
SendRawPacket
(
raw
,
 
packet
,
 
PACKET_LENGTH
))
 
{

			
perror
(
"Error sending packet"
);

		
}
 
else
 
{

			
printf
(
"Packet sent successfully
\n
"
);

		
}

	
}

	
close
(
raw
);

	
return
 
0
;

}

```